# Marocaster
Marocaster (лат.) — вимерлий рід морських зірок з сімейства Гоніастериди. Існував на території сучасного Марокко на початку крейдяного періоду.
Описаний Денієлом Б. Блейком та Роланом Ребулем у 2011 році, а типовим та єдиним видом є Marocaster coronatus.